# ديفيد بوسورث
ديفيد مارش بوسورث (بالإنجليزية: David Marsh Bosworth)‏ (من مواليد 23 يناير 1897، مدينة نيويورك - تُوفي في 11 يوليو 1979، فيرمونت) وهو جراح عظام أمريكي.

## حياته
ولد ديفيد بوسورث في مدينة نيويورك في عام 1897م. حضر في نيويورك وجامعة فيرمونت، وتخرج في عام 1918. درس الطب في جامعة فيرمونت، وكان عضواً في "Phi Chi Medical Fraternity" وتخرج في عام 1921، وانتخب لجمعية Phi Beta Kappa.
أجرى ديفيد تدريبه في مستشفى ماري فليتشر في برلنغتون، فيرمونت. ثم عمل مدرسا في علم التشريح في كلية الطب بجامعة فيرمونت لمدة ثلاث سنوات قبل أن يصبح محاضرا في علم التشريح في كلية جامعة كولومبيا للأطباء والجراحين في عام 1925 ثم مقيم في جراحة العظام في مستشفى نيويورك للعظام في عام 1926.
بعد إكمال إقامته في عام 1928 عمل في نيويورك، وعقد تعيينات في مستشفى سانت لوقا ومستشفى نيويورك الطبي ومستشفى سانت فنسنت ومستشفى سيفيو وبيت سانت جايلز ذا كريبل ومستشفى ريتشموند بور بالإضافة إلى كونه استشارياً في 22 مستشفى. وقد أصبح أستاذاً زائراً في جامعة فيرمونت في عام 1942، وكان أستاذاً في كلية الطب في نيويورك وفي كلية الطب في فلورث أفينيو. وكان أيضاً جراح استشاري في إدارة شرطة مدينة نيويورك من عام 1945.
نشر ديفيد 94 ورقة بين 1930 و1967. كما نشر أبحاثاً عن جراحة الورك والعمود الفقري والكتف. ووصف الكسر النخاعي النادر الذي يحمل اسمه. تم تعيينه في هيئة التحرير ومجلس أمناء مجلة جراحة العظام.
كان رئيساً للجمعية الأمريكية للعظام في عام 1957، وحصل على الدكتوراه الفخرية من جامعة فيرمونت في عام 1963. وحصل على عضوية الجمعية اليابانية للعظام.